# Sinagoga Princes Road di Liverpool
La sinagoga Princes Road di Liverpool, costruita tra il 1872 e il 1874, è la più antica ed importante sinagoga monumentale di Liverpool e una delle più antiche ed importanti dell'intera Inghilterra.

## La costruzione
Nella seconda metà dell'Ottocento la comunità ebraica di Liverpool era molto cresciuta in numero e prestigio, seconda solo a quella di Londra. La sinagoga Seel Street di Liverpool (1808-1874; oggi scomparsa) con i suoi 290 posti era ormai del tutto inadeguata. Si decise di dar mano alla costruzione di una sinagoga monumentale che soddisfacesse ai bisogni della comunità e riflettesse lo status sociale da essa raggiunto. Lo sviluppo economico e industriale aveva prodotto a Liverpool una società orgogliosamente multietnica. Non a caso, a poca distanza dalla sinagoga, si trovano la Chiesa greco-ortodossa di S. Nicola e la Chiesa presbiteriana gallese.
Il progetto fu affidato agli architetti William James Audsley e George Ashdown Audsley, due fratelli di Edimburgo in Scozia, senza alcuna precedente esperienza nella costruzione di sinagoghe. Il terreno fu acquistato nel 1872 e i lavori cominciarono nello stesso anno. La comunità poté contare su generose donazioni private da parte dei suoi membri, che consentirono una rapida conclusione dei lavori. La cerimonia di inaugurazione si tenne il 2 settembre 1874.
Gli architetti optarono per uno stile eclettico, combinando elementi neoromanici e neomoreschi, secondo un modello di cui George Ashdown Audsley offrirà qualche anno dopo una variante più tendente al neogotico nel progetto della sinagoga New West End di Londra.
L'esterno dell'edificio, in mattoni rossi, rivela nella facciata tripartita la pianta interna basilicale. Il grande portale e l'enorme rosone neo romanici sono inquadrati da due torrette cilindriche, quasi due minareti moreschi. Altri quattro minareti decorativi sono collocati sui lati.
Anche l'interno della sinagoga presenta una combinazione di elementi neoromanici e neomoreschi con due serie di colonne ottagonali che sorreggono i matronei appoggiati sopra le navate laterali e dal pavimento giungono al soffitto a botte, disegnando una serie di archi a tutto tondo.
L'interno è riccamente decorato in marmi e legni intagliati. L'arca santa ha la forma di un tempio moresco con tre cupole dorate.
Sui due estremi della navata centrale, al cui centro è collocata la bimah, si aprono due enormi rosoni che danno luminosità all'interno. Più di 800 persone potevano trovare posto nei banchi in legno intagliato collocati nelle navate laterali e nelle gallerie del matroneo.
La sinagoga ha superato due guerre mondiali con danni minori. Nel 1960 furono abbassati i sei minareti decorativi della facciata, che originariamente culminava con un tabernacolo e una cupoletta, perché considerati poco stabili e sicuri. Nel maggio del 1979 la sinagoga subì un incendio doloso che provocò gravi danni agli interni, che furono restaurati con attenzione l'anno successivo.
La sinagoga continua ad oggi la sua funzione di centro della vita ebraica a Liverpool.